# Das Geheimnis von Genf
Das Geheimnis von Genf ist ein 1927 entstandener deutscher Kriminal-Stummfilm von Willy Reiber mit Alfred Abel und Christa Tordy in den Hauptrollen. Die Geschichte basiert auf dem Roman Der gestohlene Geheimvertrag von Peter Oldfield.

## Handlung
Die Kantonsregierung von Genf hat von einer anderen Regierung einen großen und sehr wertvollen Diamanten erstanden. Als der Klunker überstellt werden soll, wird dessen Überbringer Herr von Wächter im Hotel Astoria tot aufgefunden. Der mächtige Edelstein ist seitdem ebenso spurlos verschwunden wie überaus wichtige Geheimpapiere. Der Dieb ist ein gewisser René Lebrun, der jedoch nicht der Mörder des Emissärs ist. Vielmehr ist René das nächste Opfer, denn er wird ebenfalls tot aufgefunden, und zwar in der Wohnung seiner Freundin Madame Pique. Auch er ist ermordet worden. Immerhin findet sich der gestohlene Diamant in einem seiner Schuhabsätze. Der wichtige Geheimvertrag bleibt jedoch zunächst verschwunden.
Bald zeigt sich, das eine mächtige und international operierende Verbrecherbande hinter dem Dokumentenraub stecken muss. Die Geschichte erweist sich als äußerst mysteriös, zumal die Papiere dem Völkerbund-Delegierten McHennning von einem unheimlichen Fremden namens Varenne zum Kauf angeboten werden. McHennings Verlobte, die amerikanische Journalistin Betty Marshall, möchte der Sache unbedingt nachgehen, denn sie wittert einen Zeitungs-Scoop. Man trifft sich zu dritt mit Varenne zum Souper bei Kerzenlicht und eröffnet dem Dieb und Erpresser, dass im Nebenzimmer bereits die Polizei warte und ein Revolverlauf auf ihn gerichtet sei. Varenne tut so, als würde er aufgeben, löscht jedoch das Licht und kann im Dunklen in Windeseile entfliehen, ohne dass man seiner habhaft wird. 
Den Geheimvertrag musste er jedoch in der Eile zurücklassen. Betty nimmt ihn im Dunkeln klammheimlich an sich. Sie schickt das wertvolle Dokument an ihren Verlobten, der ganz nebenbei Mitglied einer Geheimgesellschaft ist. Vor McHennings Haus stößt Betty auf den von der Erscheinung her noblen Baron Enderny, der ein gern gesehenes Mitglied der Genfer Diplomatengesellschaft ist. Sie ahnt nicht, dass dieser tief in diese Affäre involviert ist. Er bietet Betty an, sie nach Hause zu fahren. Unterwegs werden die beiden überfallen und Betty gekidnappt. McHenning findet ihren Aufenthaltsort heraus und befreit seine Verlobte Betty. Erst jetzt wird den beiden klar, dass der Baron und der vorgeblich lahme Varenne ein- und dieselbe Person sind, ein Mörder und Dieb. Schließlich kann mit Bettys Hilfe der Schurke festgenommen und seiner Bestrafung zugeführt werden.

## Produktionsnotizen
Das Geheimnis von Genf entstand im November und Dezember 1927 in den Geiselgasteig-Filmstudios bei München, einige Außenaufnahmen rund um das Völkerbundsgebäude in Genf. Der Film passierte die Filmzensur am 22. Dezember desselben Jahres und wurde am 4. Januar 1928 in dem Alhambra-Kino und der Schauburg erstmals in Berlin gezeigt. Der für die Jugend verbotene Sechsakter besaß eine Länge von 2396 Meter. In Österreich konnte man den Streifen ab dem 7. Dezember 1928 sehen.
Franz Seitz senior übernahm die künstlerische Oberleitung. Die Filmbauten gestaltete Ludwig Reiber.

## Kritik
Die Österreichische Film-Zeitung schrieb: „Alfred Abel spielt die sehr fesselnde Doppelrolle mit seiner bekannten glänzenden Noblesse, gepaart mit schärfster Charakterisierung. Der Film ist geschickt gemacht und erhält die Spannung bis zum Schluß.“

## Einzelnachweis
1. ↑  „Das Geheimnis von Genf“. In: Österreichische Film-Zeitung, 7. April 1928, S. 51 (online bei ANNO).